# Varagavan
Varagavan (en arménien Վարագավան ; jusqu'en 1978 Azizlu) est une communauté rurale du marz de Tavush, en Arménie. Elle compte 719 habitants en 2008.